# Izvirni greh
Izvirni greh (latinsko peccatum originale), imenovan tudi greh prednikov, je krščanski nauk o stanju greha, v katerem človeštvo obstaja od padca človeka, ki izvira iz Adamovega in Evinega upora v Edenskem vrtu, in sicer greh neposlušnosti pri uživanju prepovedanega sadeža z drevesa spoznanja dobrega in zla. Teologi so to stanje opredelili na mnoge načine, od nečesa tako nepomembnega, kot je majhna hiba ali težnja h grehu, vendar brez kolektivne krivde, imenovane 'greh narave', do popolne izprijenosti ali samodejne krivde vseh ljudi skozi kolektivno krivdo.
Avguštin iz Hipona (354–430) je najprej izoblikoval nauk o izvirnem grehu, saj je videl, da temelji na nauku Nove zaveze apostola Pavla (Rim 5,12–21 in 1 Kor 15,21–22) in starozavezni verz iz Psalmov Ps 51,5. Tertulijan (ok. 155 - ok. 240), Ciprijan, Ambrož Milanski in Ambroziaster so menili, da človeštvo sodeluje v Adamovem grehu, ki ga prenaša človeška generacija. Avguštin je dejal, da je svobodna volja oslabljena, vendar je izvirni greh ni uničil. Avguštinova formulacija izvirnega greha je bila priljubljena med protestantskimi reformatorji, kot sta Martin Luther in Jean Calvin, ki sta izvirni greh izenačila s pohotnostjo, poželjivostjo (ali 'škodljivo željo') in potrdila, da je vztrajal tudi po krstu in popolnoma uničil svobodo delati dobro in predlagal, da je prvotni greh pomenil izgubo svobodne volje, razen greha. Sodobni avguštinski kalvinizem se drži tega stališča. Janzenistično gibanje, ki ga je katoliška cerkev od leta 1653 razglasila za krivoverno, je tudi trdilo, da je izvirni greh uničil svobodo volje. Namesto tega katoliška cerkev razglaša: »Krst z dajanjem življenja Kristusovi milosti izbriše izvirni greh in človeka obrne nazaj k Bogu, vendar posledice za naravo, oslabljene in nagnjene k zlu, vztrajajo v človeku in ga prikličejo v duhovni boj.«  »Oslabljena in zmanjšana zaradi Adamovega padca, svoboda še ni uničena v rasi.« 

## Zgodovina doktrine

### Od Pavla do Avguština
Nauk o krivdi prednikov (προγονικὸν ἁμάρτημα progonikon hamartema), torej grehi prednikov, ki so vodili v kaznovanje njihovih potomcev, je Kelsos v svojem Resničnem nauku, polemiki, ki napada krščanstvo, predstavil kot tradicijo antike v starogrški religiji. Kelsos navaja, da »Apolonovemu ali Zevsovemu duhovniku pripisuje reklo, da »mlini bogov meljejo počasi, celo otroškim otrokom in tistim, ki se rodijo po njih«.  Ideja o božji pravičnosti v obliki kolektivne kazni je povsod prisotna tudi v hebrejski Bibliji.
Ideja odrešenja svetega Pavla je temeljila na nasprotju med Adamovim grehom in Jezusovo smrtjo in vstajenjem. »Greh je v svet prišel po enem človeku, smrt pa po grehu in na ta način je prišla smrt vsem ljudem, ker so vsi grešili.« (Rim 5,12). »Tako kot v Adamu vsi umrejo, bodo tudi v Kristusu vsi postali živi.«(1 Kor 15,22) Do takrat prestop v rajskem vrtu ni dobival velikega pomena. Po besedah Jezusovega učenjaka Geze Vermesa:
Pavel je verjel, da je Adamova pregreha skrivnostno vplivala na naravo človeške rase. Izvirni greh, Pavlova stvaritev brez biblijskega ali postbiblijskega judovskega primera, je bila z običajnimi človeškimi napori nepopravljiva.
Avguštin je trdil, da je nauk o izvirnem grehu prvi učil Irenej, lyonski škof, v svojem boju proti gnosticizmu. Irenej je z doktrino nasprotoval stališču, da je bil padec Adama korak v napačno smer, s katerim so imeli, kot je verjel Irenej, njegovi potomci neko solidarnost ali identiteto. Vendar Irenej ni verjel, da je Adamov greh tako hud, kot bo veljala kasnejša tradicija, in ni bil popolnoma jasen o njegovih posledicah. Prepričanje, da vsa človeška bitja sodelujejo v Adamovem grehu in si delijo njegovo krivdo, za Ireneja niso povsem tuji pojmi, vendar je njegov nauk o izvirnem grehu dokaj blag v primerjavi s tistim, kar bi kasneje našli v Avguštinovih spisih. Ena od ponavljajočih se tem v Ireneju je njegovo stališče, da je Adam v svojem prestopku v bistvu otrok, ki je zgolj sodeloval z drevesom pred svojim časom. Za Ireneja je bilo poznavanje dobrega in zla sestavni vidik človeške narave; Adamov greh je grabil sadje drevesa, namesto da bi ga čakal kot božji dar.
Drugi grški očetje so poudarili kozmično razsežnost padca in sicer da se ljudje od Adama rodijo v padlem svetu, vendar trdno verjamejo, da je človek, čeprav je padel, svoboden. Tako niso učili, da so ljudje prikrajšani za svobodno voljo in vpleteni v popolno pokvarjenost, kar je eno razumevanje izvirnega greha med voditelji reformacije. V tem obdobju so gnostiki učili nauke o človeški pokvarjenosti in sami po sebi grešni naravi človeškega mesa, pravoslavni krščanski pisci pa so si zelo prizadevali, da bi se jim zoperstavili. Krščanski apologeti so vztrajali, da božja sodba človeštva v prihodnosti pomeni, da mora človeštvo imeti sposobnost živeti pravično.
Zgodovinar Robin Lane Fox trdi, da je temelj nauka o izvirnem grehu, kot ga je sprejela Cerkev, na koncu temeljil na Avguštinovem napačnem prevodu pisma Rimljanom (Rim 5,12–21) apostola Pavla, v njegovem delu O milosti Kristusa in o izvirnem grehu. Čeprav je res, da je latinski zapis Rim. 5,12d in quo omnes peccaverunt napačen prevod, mnogi sodobni egzegeti trdijo, da to ne kaže, da Pavel ni imel pojma o izvirnem grehu, zlasti v luči 18. in 19. vrstice istega poglavja. Rim 5,12–21, in trdijo, da je treba jemati kot celoto; primer za izvirni greh v Pavlu ne sme temeljiti na eni sami klavzuli v 12. vrstici.

### Apokrifne knjige
Nauk o izvirnem grehu najdemo v 4. Ezdrovi knjigi, ki se nanaša na Adama, ki je odgovoren za padec človeka, katerega potomci so podedovali bolezen in zlo.
- O Adam, kaj si naredil? Kajti čeprav si ti grešil, padec ni bil samo tvoj, ampak tudi naš, ki smo tvoji potomci. (2 Esd 7,118)
- Za prvega Adama, obremenjenega s zlo srcem, je prestopil in bil premagan, kakor tudi vsi, ki so iz njega izhajali. Tako je bolezen postala trajna; zakon je bil v srcih ljudi skupaj z zlobno korenino; a dobro je odšlo, zlo pa je ostalo. (2 Esd 3,21–22)
- Kajti v Adamovo srce je bilo že od začetka posejano zrno zlega semena in koliko brezbožnosti je ustvarilo do zdaj in bo rodilo, dokler ne pride čas mlate! (2 Esd 4,30).

### Avguštin iz Hipona
Avguštin iz Hipona (354–430) je učil, da se Adamov greh prenaša s poželenjem ali »škodljivo željo«, kar ima za posledico, da človeštvo postane massa damnata (masa pogube, obsojena množica) z veliko omejene, čeprav ne uničene svobode volje. Ko je Adam grešil, se je človeška narava poslej spremenila. Adam in Eva sta s spolnim razmnoževanjem poustvarila človeško naravo. Njihovi potomci zdaj živijo v grehu, v obliki poželenja, kar je izraz, ki ga je Avguštin uporabljal v metafizičnem, ne v psihološkem smislu. Avguštin je vztrajal, da poželenje ni biti, temveč slaba lastnost, pomanjkanje dobrega ali rana. Priznal je, da je bilo spolno poželenje (libido) morda prisotno v popolni človeški naravi v raju in da je šele pozneje postalo neposlušno človeški volji kot posledica neposlušnosti prvega para Božji volji v izvirnem grehu. Po Avguštinovem mnenju (imenovanem »realizem«) je bilo v človeštvu resnično prisotno, ko je Adam grešil, zato so vsi grešili. Po Avguštinu je izvirni greh sestavljen iz Adamove krivde, ki jo podedujejo vsi ljudje. 
Justo Gonzalez razlaga Avguštinovo učenje: ljudje smo popolnoma pokvarjeni po naravi in milost je neustavljiva, povzroči spreobrnjenje in vodi do vztrajnosti. Čeprav so zgodnejši krščanski avtorji v izvirnem grehu učili elemente fizične smrti, moralne šibkosti in nagnjenosti k grehu, je Avguštin prvi dodal koncept podedovane krivde (reatus) od Adama, pri čemer je bil dojenček ob rojstvu večno prekleti. Avguštin je zavzel tradicionalno stališče, da je svoboda volje oslabljena, vendar je ni izničil izvirni greh, dokler se leta 412 n. št. ni spreobrnil v stoično stališče, da človeštvo nima nobene svobodne volje, razen da greši zaradi njegovega antipelagijskega pogleda na krst dojenčkov.
Avguštin je verjel, da gredo nekrščeni dojenčki v pekel kot posledica izvirnega greha.  Latinski cerkveni očetje, ki so sledili Avguštinu, so sprejeli njegovo stališče, ki je v srednjem veku postalo referenčna točka za latinske teologe. V poznejšem srednjeveškem obdobju so nekateri teologi še naprej zagovarjali Avguštinovo stališče. Drugi so menili, da nekrščeni dojenčki sploh niso trpeli bolečine: ne zavedajoč se, da so bili prikrajšani za blaženo gledanje (visio beatifica), so uživali naravno, ne nadnaravno srečo.

### Janez Kasijan
V delih Janeza Kasijana (ok. 360–435) Konferenca XIII pripoveduje, kako se je modri menih Chaeremon, o katerem piše, odzval na zmedo zaradi lastne izjave, da »človek, čeprav si z vso silo prizadeva za dober rezultat, vendar ne more postati gospodar tega, kar je dobro, če ga ni pridobil preprosto z darilom Božanske blagodati in ne s prizadevanji lastnega truda«(1. poglavje). Kasijan v 11. poglavju Chaeremona govori o primerih preganjalca Pavla in Mateja  kot težave za tiste, ki pravijo, da je »začetek svobodne volje v naši moči«, in primere Zaccheusa in dobrega tatu pa križ kot težave za tiste, ki pravijo, da je »začetek naše svobodne volje vedno posledica navdiha božje milosti«.
Kasijan ni sprejel ideje o popolni pokvarjenosti, na kateri naj bi vztrajal Martin Luther. Učil je, da je človeška narava padla ali pokvarjena, vendar ne povsem. Poudaril je, da imajo ljudje še vedno moralno svobodo in da ima človek možnost, da sledi Bogu.

### Reakcija Cerkve
Hitro se je pojavilo nasprotovanje Avguštinovim idejam o izvirnem grehu, ki jih je razvil kot reakcijo na pelagijanstvo. Po dolgem in trpkem boju je več koncilov, zlasti Drugi koncil v Orangeju leta 529, potrdil splošna načela Avguštinovega učenja v zahodnem krščanstvu. Medtem ko je zahodna cerkev Pelagija obsodila, ni v celoti podprla Avguština in, medtem ko je bila Avguštinova avtoriteta sprejeta, je bil razložen v luči piscev, kot je bil Kasijan. Nekateri Avguštinovi privrženci so izvirni greh v psihološkem smislu identificirali s poželenjem [58], toda sveti Anselm Canterburyjski je to identifikacijo izpodbijal v 11. stoletju in izvirni greh opredelil kot »prikrajšanje pravičnosti, ki bi jo moral imeti vsak človek«, s tem jo loči od poželenja. V 12. stoletju so identifikacijo izvirnega greha s poželenjem podprli Peter Lombard in drugi, vendar so ga vodilni teologi v naslednjem stoletju, predvsem Tomaž Akvinski, zavrnili. Akvinski je pred padcem Adamove nadnaravne darove ločil od povsem naravnih in dejal, da so bili prvi izgubljeni, privilegiji, ki so človeku omogočili, da je svoje nižje moči podrejal razumu in jih usmeril v svoj nadnaravni konec. Tudi po padcu je človek tako obdržal svoje naravne sposobnosti razuma, volje in strasti. Stroga stališča, ki jih je navdihnil Avguštin, so med frančiškani obstajala, čeprav so najvidnejši frančiškanski teologi, kot sta Duns Scotus in William Ockhamski, odpravili element poželenja in izvirni greh identificirali z izgubo posvečujoče milosti.
Vzhodna pravoslavna teologija že od samega začetka dvomi o idejah zahodnega krščanstva o izvirnem grehu in ne podpira ideje o podedovani krivdi.

### Tridentinski koncil
Tridentski koncil (1545–1563), čeprav se ni izrekel o točkah, ki so bile sporne med katoliškimi teologi, je obsodil nauk, da se pri krstu ne odvzame vse, kar spada v bistvo greha, ampak se samo prekliče ali ne pripiše in izjavil, da pokritost, ki ostane po krstu, ni resnično in pravilno 'greh' pri krščenih, temveč le, da se imenuje greh v smislu, da je greh in se nagiba k grehu.
Leta 1567, kmalu po zaključku Tridentinskega koncila, je papež Pij V. presegel Trentin s sankcioniranjem Akvinovega razlikovanja med naravo in nadnaravnostjo v Adamovi deželi pred padcem, obsodil identifikacijo izvirnega greha s poželenjem in odobril stališče, da nekrščeni lahko pravilno uporabi voljo. Katoliška enciklopedija navaja: »Medtem ko izvirni greh s krstom izničimo, krščanstvo še vedno ostaja pri krščenem; zato izvirni greh in poželenje ne moreta biti eno in isto, kot so trdili zgodnji protestanti (glej Tridentski koncil, ses. V , lahko. v).«

## V Rimskokatoliški cerkvi
V Rimskokatoliški cerkvi se je pod vplivom svetega Avguština razvilo verovanje, da se izvirni greh Adama in Eve prenaša s staršev na potomce do današnjih dni. Tako rimokatoliki verujejo, da je vsak otrok ob spočetju oziroma ob rojstvu že omadeževan z izvirnim grehom. Ta greh izbriše šele zakrament krsta. V tem vidi Rimskokatoliška cerkev tudi enega od razlogov za krst majhnih otrok, saj jih krst osvobodi moči zla in prestavi v kraljestvo svobode božjih otrok. V preteklosti so v katoliških deželah otroke zelo pogosto krstili takoj po rojstvu. Sveti Avguštin je trdil, da so otroci, ki umrejo nekrščeni, obsojeni na pekel, poznejši katoliški teologi pa so jih raje uvrščali v limb (predpekel). V Katekizmu katoliške Cerkve piše, da glede otrok, umrlih brez krsta, Cerkev ne more drugega kakor zaupati božjemu usmiljenju, kakor dela pri pogrebnem obredu zanje. Veliko usmiljenje Boga, ki hoče, da se zveličajo vsi ljudje, in Jezusova nežna ljubezen do otrok (»Pustite otroke, naj prihajajo k meni in jim ne branite« - Mr10,14), dovoljujeta upati, da je neka pot za zveličanje otrok, umrlih brez krsta.
Rimokatoliki nadalje verjamejo, da obstaja samo ena oseba, ki je bila ob spočetju obvarovana izvirnega greha – to je Devica Marija. Dogmo o Marijinem brezmadežnem spočetju je razglasil papež Pij IX. (Opomba: Jezus ne šteje za brezmadežno spočetega, ker ni bil spočet po normalni biološki poti.)

## V pravoslavnih Cerkvah
Pravoslavni kristjani ne verujejo, da se je izvirni greh Adama in Eve prenašal na njune potomce do današnjih dni. Verujejo pa, da se na potomce prenaša nagnjenost h grehu in posledice greha prastaršev, zlasti dovzetnost za bolezni in umrljivost. Po pravoslavnem verovanju se otroci rodijo nedolžni (brez greha) in zato ni treba hiteti s krstom. V številnih pravoslavnih Cerkvah velja navada, da otroke krstijo šele po dopolnjenih 40 dneh starosti. Krst v tem primeru šteje za obred vključitve otroka v skupnost kristjanov in ne za obred očiščenja od grehov.
Zaradi takega razumevanja je pravoslavnim kristjanom dogma o Marijinem brezmadežnem spočetju seveda popolnoma tuja in je 
nikakor ne priznavajo. Kljub temu pa tudi številni pravoslavni kristjani pojmujejo Marijo za čisto ali brezmadežno, a ta izraz pomeni samo, da Marija ni nikoli v življenju grešila. (V nekaterih pravoslavnih Cerkvah je razširjeno tudi mnenje, da je Bog Marijo očistil vseh predhodnih grehov takrat, ko je poslal k njej angela Gabrijela, pozneje pa Marija tudi ni več grešila.)

## V protestantizmu
Protestantski pogled na izvirni greh je v bistvu podoben kot pogled pravoslavnih kristjanov, vendar pa 
različne protestantske skupine nimajo poenotenega nauka o tem vprašanju. Številne protestantske Cerkve imajo tudi vprašanje Marijne brezmadežnosti za nesmiselno. 
Številne protestantske Cerkve učijo, da je imela Marija po Jezusovem rojstvu normalne spolne odnose z Jožefom in da je rodila še več otrok (glej: Jezusov življenjepis), a v tem ne vidijo nič grešnega.